# لیزی (فیلم ۲۰۱۸)
لیزی (انگلیسی: Lizzie) یک فیلم زندگی‌نامه‌ای و دلهره‌آور به کارگردانی کریک ویلیام مک‌نیل است که در سال ۲۰۱۸ منتشر شد. کلویی سونی، کریستن استوارت، جی هوگولی، جیمی شریدن، فیونا شو، کیم دیکنز، دنی اوهر و جف پری در این ایفای نقش کرده‌اند. این فیلم یک داستان واقعی بر اساس زندگی لیزی بوردن است که در سال ۱۸۹۲ در فال ریور، ماساچوست مرتکب قتل پدر و نامادری خود شد.

## داستان
لیزی بوردن (کلویی سونی) به همراه پدرش، اندرو و نامادری‌اش، اَبی و خواهرش، اِما در فال ریور، ماساچوست زندگی می‌کند. خانواده‌ی بوردن، خانواده‌ای سرشناس در شهر هستند و زندگی رومزه‌ی لیزی تحت کنترل شدید پدرش قرار دارد. یک مهاجر ایرلندی به نام بیریجیت سولیوان (کریستن استوارت) به عنوان خدمتکار وارد خانه‌ی آن‌ها می‌شود. لیزی با بیریجیت رابطه‌ی دوستانه‌ای برقرار می کند و به او خواندن و نوشتن یاد می دهد اما یک شب متوجه رابطه‌ی جنسی اجباری پدرش با بیریجیت می‌شود. از آن به بعد لیزی و بیریجیت بسیار به هم نزدیک می‌شوند و پدر لیزی او را از حرف زدن با بیریجیت منع می‌کند. آن شب، لیزی وصیت نامه‌ی پدرش را میسوزاند ولی روز بعد...